# Горбак
Горбаг (или Горбак) е герой от „Властелинът на пръстените“ на Джон Роналд Руел Толкин.
Той е орк, роден в Минас Моргули живял с назгулите в The Dead City, но извършва измама и го преместват в Кирит Унгол. В книгата той е от расата Урук-Хай. След като Фродо бива парализиран от Шелоб (Shelob), патрул от орки водени от Горбаг и Шаграт се натъква на обвитото му тяло и го отнася в Кирит Унгол, къде те планират да го измъчват. Докато проверяват багажът на Фродо, двамата капитани намират неговата жилетка от Митрил (Mithril), която подарък на Фродо от неговия чичо Билбо Бегинс. Възниква спор между двамата военачалници след като Горбаг твърди че жилетката му принадлежи. Спорът ескалира в борба между крепостите Morgul Orcs и Урук-Хай. В тази война Горбаг бива убит от Шаграт в кулата на Кирит Унгол. След смъртта му Шаграт избягва с жилетката. Този спор става през 14 март 3019 г. по календара на Графството. Във филма Горбаг бива убит от Самознай Майтапер.